# Kylie Minogue díjai és jelölései
Kylie Minogue egy ausztrál énekesnő és színésznő. Áttörő szerepe, Charlene Robinson-ként a Neighbours című szappanoperában volt 1986 és 1988 között, melyért 1987-ben megkapta az ezüst Logie-díjat a „Legnépszerűbb Színésznő” kategóriában. A következő ceremónián ő lett az első, aki egy estén négy Logie-díjat nyert és a legfiatalabb, aki megkapta az arany Logie-díjat tizenkilenc évesen a „Legnépszerűbb Személyiség az Ausztrál Televízióban” elnevezésű kategóriában. Érdeklődést mutatott a zenei karrier iránt, ezért 1987-ben Minogue leszerződött a Mushroom Records kiadóhoz és a következő évben kiadta debütáló lemezét, a Kylie-t. A lemezt jelölték a „Legjobb Női Előadó” és a „Legtöbb Példányban Elkelt Album” kategóriában az 1989-es ARIA Music Awards-on. Mindkét dala, a „The Loco-Motion” és az „I Should Be So Lucky” megnyerte a „Legtöbb Példányban Elkelt Kislemez” kategóriát az ARIA Music Awards-on 1988-ban és 1989-ben. Ezek után Minogue négy jelölést kapott az ARIA Music Awards-on a „Legjobb Női Előadó” kategóriában az 1989-es Enjoy Yourself, az 1991-es Let’s Get to It, az 1994-es Kylie Minogue és az 1997-es Impossible Princess albumokért.
1996-ban a Nick Cave and the Bad Seeds-szel készült duettje, a „Where the Wild Roses Grow” három ARIA-díjat nyert a „Legjobb Pop Kiadvány”, az „Az Év Kislemeze” és az „Az Év Dala” kategóriákban. 1999-ben Minogue a Parlophone kiadóhoz szerződött, ahol a következő évben kiadta hetedik stúdióalbumát, a Light Years-t, mely két díjat nyert 2001-ben a „Legjobb Női Előadó” és a „Legjobb Pop Kiadvány” kategóriákban az ARIA Music Awards-on. Ugyanakkor jelölve volt az „Év Albuma” és a „Legtöbb Példányban Elkelt Album” kategóriákban. A lemezt felvezető kislemez, a „Spinning Around” ARIA-díjat nyert a „Legjobb Pop Kiadvány” kategóriában és jelölve volt a „Legjobb Női Előadó” kategóriában 2000-ben. Nyolcadik stúdióalbuma, a 2001-es Fever kereskedelmi és kritikai siker volt, mely megnyerte első Brit Awards-díját a „Legjobb Nemzetközi Album” kategóriában 2002-ben. Ezután a lemez két díjat nyert a 2002-es ARIA Music Awards-on a „Legjobb Pop Kiadvány” és a „Legtöbb Példányban Elkelt Kislemez” kategóriákban, ugyanakkor jelölték az „Az Év Albuma” és a „Legjobb Női Előadó” kategóriákban. A vezető kislemez, a „Can’t Get You Out of My Head” két díjat nyert a „Legtöbb Példányban Elkelt Kislemez” és az „Az Év Dala” kategóriákban a 2002-es ARIA Music Awards-on. Az album két másik kislemeze, a „Love at First Sight” és a „Come into My World” jelölést kapott a „Legjobb Dance/Elektronikus Felvétel” kategóriában a Grammy-díjon.
Dalszerzői munkásságáért Minogue-ot kétszer jelölték Ivor Novello-díjra a „Legtöbbször Előadott Szerzemény” kategóriában 2003-ban az „In Your Eyes” és a „Love at First Sight” kislemezekért. További két jelölést kapott a következő ceremónián a „Legjobb Kortárs Dal” és az „Az Év Nemzetközi Slágere” kategóriákban a „Slow” kislemezért, mely kilencedik stúdióalbumán, a Body Language-en hallható. Minogue-ot szintén jelölték a „Legjobb Női Előadó” és a „Legjobb Pop Kiadvány” kategóriákban az ARIA Music Awards-on 2003-ban a „Come into My World” kislemezért, 2004-ben a Body Language lemezért, 2005-ben az „I Believe in You” kislemezért és 2008-ban az X lemezéért, és 2010-ben az Aphrodite lemezért. A 2007-es X lemezéért kapta első Grammy jelölését a „Legjobb Dance/Elektronikus Album” kategóriában, mely összességében az ötödik Grammy jelölése volt. Minogue 2018-ban szerződött le a BMG Rights Management-hez, ahol kiadta tizenötödik stúdióalbumát, a Disco-t 2020-ban, melynek köszönhetően a Billboard Music Awards-on jelölték a „Legjobb Dance/Elektronikus Album” kategóriában, az ARIA-díjátadón a „Legjobb Felnőtt Kortárs Album” és a „Legjobb Szóló Előadó” kategóriákban. A 2023-as tizenhatodik stúdióalbum, a Tension vezető kislemeze, a „Padam Padam” ARIA-díjat nyert a „Legjobb Pop Kiadvány” kategóriában, valamint az első Grammy-díjat a „Legjobb Dance Pop Felvétel” kategóriában.
Minogue 1989-ben megkapta a különleges teljesítményért járó díjat, valamint még két díjat 1990-ben és 2002-ben kimagasló teljesítményéért az Australian Recording Industry Association-től, mely beiktatta 2011-ben az ARIA Hall of Fame-be. Az Egyesült Királyságban elérte azt, hogy nyolc lemeze első helyezést ért el öt egymást követő évtizedben, ezzel 2020-ban bekerült a Guinness Rekordok Könyvébe. Szintén kapott egy tiszteletbeli egészség tudományi doktori címet az Anglia Ruskin Egyetemtől 2011-ben a mellrák megelőzésért végzett munkájáért. 2008-ban a Brit Birodalom Rendjének tisztjévé avatták az újévi kitüntetések keretében a zenében elért teljesítményéért. A francia kultúra gazdagításának hozzájárulásáért a francia kormány a Francia Köztársaság Művészeti és Irodalmi Rendjének lovagi címével tűntette ki, míg 2017-ben a Britannia-Ausztrália Társaság elismerte Minogue hozzájárulását az Egyesült Királyság és Ausztrália közti kapcsolatok javításához.

## Díjak és jelölések
| Díj                                           | Év   | Kategória                                                                                            | A jelölés tárgya                                               | Eredmény     |
| --------------------------------------------- | ---- | --- | -------------------------------------------------------------- | ------------ |
| American Choreography Awards                  | 2004 | Kiemelkedő Teljesítmény a Koreográfiában                                                             | „Chocolate”                                                    | Jelölve      |
| APRA Awards                                   | 2021 | Az Év Dala                                                                                           | „Say Something”                                                | Rövidlistára |
| APRA Awards                                   | 2024 | Az Év Dala                                                                                           | „Hold On to Now”                                               | Rövidlistára |
| APRA Awards                                   | 2025 | Ted Albert-díj                                                                                       | Kylie Minogue                                                  | Elnyerte     |
| ARIA Music Awards                             | 1988 | Legmagasabb Eladási Kislemez                                                                         | „The Loco-Motion”                                              | Elnyerte     |
| ARIA Music Awards                             | 1989 | Legmagasabb Eladási Kislemez                                                                         | „I Should Be So Lucky”                                         | Elnyerte     |
| ARIA Music Awards                             | 1989 | Legjobb Női Előadó                                                                                   | Kylie                                                          | Jelölve      |
| ARIA Music Awards                             | 1989 | Legmagasabb Eladási Album                                                                            | Kylie                                                          | Jelölve      |
| ARIA Music Awards                             | 1989 | Áttörő Előadó – Album                                                                                | Kylie                                                          | Jelölve      |
| ARIA Music Awards                             | 1989 | Különleges Teljesítmény                                                                              | Kylie Minogue                                                  | Elnyerte     |
| ARIA Music Awards                             | 1990 | Kiemelkedő Teljesítmény                                                                              | Kylie Minogue                                                  | Elnyerte     |
| ARIA Music Awards                             | 1990 | Legjobb Női Előadó                                                                                   | Enjoy Yourself                                                 | Jelölve      |
| ARIA Music Awards                             | 1992 | Legjobb Női Előadó                                                                                   | Let’s Get to It                                                | Jelölve      |
| ARIA Music Awards                             | 1995 | Legjobb Női Előadó                                                                                   | Kylie Minogue                                                  | Jelölve      |
| ARIA Music Awards                             | 1995 | Legjobb Videó                                                                                        | „Put Yourself in My Place”                                     | Elnyerte     |
| ARIA Music Awards                             | 1995 | Legmagasabb Eladási Kislemez                                                                         | „Confide in Me”                                                | Jelölve      |
| ARIA Music Awards                             | 1996 | Legjobb Pop Kiadás                                                                                   | „Where the Wild Roses Grow”                                    | Elnyerte     |
| ARIA Music Awards                             | 1996 | Az Év Kislemeze                                                                                      | „Where the Wild Roses Grow”                                    | Elnyerte     |
| ARIA Music Awards                             | 1996 | Az Év Dala                                                                                           | „Where the Wild Roses Grow”                                    | Elnyerte     |
| ARIA Music Awards                             | 1998 | Az Év Albuma                                                                                         | Impossible Princess                                            | Jelölve      |
| ARIA Music Awards                             | 1998 | Legjobb Női Előadó                                                                                   | Impossible Princess                                            | Jelölve      |
| ARIA Music Awards                             | 1998 | Legjobb Pop Kiadás                                                                                   | Impossible Princess                                            | Jelölve      |
| ARIA Music Awards                             | 1998 | Az Év Kislemeze                                                                                      | „Did It Again”                                                 | Jelölve      |
| ARIA Music Awards                             | 1999 | Legjobb Női Előadó                                                                                   | „Cowboy Style”                                                 | Jelölve      |
| ARIA Music Awards                             | 2000 | Legjobb Női Előadó                                                                                   | „Spinning Around”                                              | Jelölve      |
| ARIA Music Awards                             | 2000 | Legjobb Pop Kiadás                                                                                   | „Spinning Around”                                              | Elnyerte     |
| ARIA Music Awards                             | 2001 | Az Év Albuma                                                                                         | Light Years                                                    | Jelölve      |
| ARIA Music Awards                             | 2001 | Legjobb Női Előadó                                                                                   | Light Years                                                    | Elnyerte     |
| ARIA Music Awards                             | 2001 | Legjobb Pop Kiadás                                                                                   | Light Years                                                    | Elnyerte     |
| ARIA Music Awards                             | 2001 | Legmagasabb Eladási Album                                                                            | Light Years                                                    | Jelölve      |
| ARIA Music Awards                             | 2001 | Az Év Kislemeze                                                                                      | „On a Night Like This”                                         | Jelölve      |
| ARIA Music Awards                             | 2001 | Legmagasabb Eladási Kislemez                                                                         | „On a Night Like This”                                         | Jelölve      |
| ARIA Music Awards                             | 2002 | Az Év Albuma                                                                                         | Fever                                                          | Jelölve      |
| ARIA Music Awards                             | 2002 | Legjobb Női Előadó                                                                                   | Fever                                                          | Jelölve      |
| ARIA Music Awards                             | 2002 | Legjobb Pop Kiadás                                                                                   | Fever                                                          | Elnyerte     |
| ARIA Music Awards                             | 2002 | Legmagasabb Eladási Album                                                                            | Fever                                                          | Elnyerte     |
| ARIA Music Awards                             | 2002 | Legmagasabb Eladási Kislemez                                                                         | „Can’t Get You Out of My Head”                                 | Elnyerte     |
| ARIA Music Awards                             | 2002 | Az Év Kislemeze                                                                                      | „Can’t Get You Out of My Head”                                 | Elnyerte     |
| ARIA Music Awards                             | 2002 | Kiemelkedő Teljesítmény                                                                              | Kylie Minogue                                                  | Elnyerte     |
| ARIA Music Awards                             | 2003 | Legjobb Női Előadó                                                                                   | „Come into My World”                                           | Jelölve      |
| ARIA Music Awards                             | 2003 | Legjobb Pop Kiadás                                                                                   | „Come into My World”                                           | Jelölve      |
| ARIA Music Awards                             | 2004 | Legjobb Női Előadó                                                                                   | Body Language                                                  | Jelölve      |
| ARIA Music Awards                             | 2004 | Legjobb Pop Kiadás                                                                                   | Body Language                                                  | Jelölve      |
| ARIA Music Awards                             | 2005 | Legjobb Női Előadó                                                                                   | „I Believe in You”                                             | Jelölve      |
| ARIA Music Awards                             | 2005 | Legjobb Pop Kiadás                                                                                   | „I Believe in You”                                             | Jelölve      |
| ARIA Music Awards                             | 2006 | Legjobb Zenei DVD                                                                                    | Kylie Showgirl                                                 | Jelölve      |
| ARIA Music Awards                             | 2008 | Legjobb Női Előadó                                                                                   | X                                                              | Jelölve      |
| ARIA Music Awards                             | 2008 | Legjobb Pop Kiadás                                                                                   | X                                                              | Jelölve      |
| ARIA Music Awards                             | 2010 | Legjobb Női Előadó                                                                                   | Aphrodite                                                      | Jelölve      |
| ARIA Music Awards                             | 2010 | Legjobb Pop Kiadás                                                                                   | Aphrodite                                                      | Jelölve      |
| ARIA Music Awards                             | 2011 | ARIA Hall of Fame-beiktatottak                                                                       | Kylie Minogue                                                  | Beiktatták   |
| ARIA Music Awards                             | 2021 | Legjobb Szóló Előadó                                                                                 | Disco                                                          | Jelölve      |
| ARIA Music Awards                             | 2021 | Legjobb Adult Contemporary Album                                                                     | Disco                                                          | Jelölve      |
| ARIA Music Awards                             | 2023 | Legjobb Szóló Előadó                                                                                 | „Padam Padam”                                                  | Jelölve      |
| ARIA Music Awards                             | 2023 | Legjobb Dal                                                                                          | „Padam Padam”                                                  | Jelölve      |
| ARIA Music Awards                             | 2023 | Legjobb Pop Kiadás                                                                                   | „Padam Padam”                                                  | Elnyerte     |
| ARIA Music Awards                             | 2023 | Legjobb Független Kiadás                                                                             | „Padam Padam”                                                  | Jelölve      |
| ARIA Music Awards                             | 2024 | Legjobb Szóló Előadó                                                                                 | Tension                                                        | Jelölve      |
| ARIA Music Awards                             | 2024 | Az Év Albuma                                                                                         | Tension                                                        | Jelölve      |
| ARIA Music Awards                             | 2024 | Legjobb Pop Kiadás                                                                                   | Tension                                                        | Jelölve      |
| ARIA Music Awards                             | 2024 | Legjobb Független Kiadás                                                                             | Tension                                                        | Jelölve      |
| ARIA Music Awards                             | 2024 | Az Év Dala                                                                                           | "Tension"                                                      | Jelölve      |
| Australian Commercial Radio Awards            | 2003 | Legtöbbet Játszott Ausztrál Előadó                                                                   | Kylie Minogue                                                  | Elnyerte     |
| Australia Day Foundation                      | 2015 | Az Év Ausztrálja az Egyesült Királyságban                                                            | Kylie Minogue                                                  | Elnyerte     |
| Australian Entertainment Mo Awards            | 1990 | Nemzetközi Show Business Nagykövet                                                                   | Kylie Minogue                                                  | Elnyerte     |
| Australian Entertainment Mo Awards            | 2001 | Az Év Ausztrál Előadója                                                                              | Kylie Minogue                                                  | Elnyerte     |
| Australian Entertainment Mo Awards            | 2002 | Az Év Ausztrál Előadója                                                                              | Kylie Minogue                                                  | Elnyerte     |
| Australian Entertainment Mo Awards            | 2002 | Az Év Ausztrál Show Business Nagykövete                                                              | Kylie Minogue                                                  | Elnyerte     |
| Australian Entertainment Mo Awards            | 2003 | Az Év Ausztrál Show Business Nagykövete                                                              | Kylie Minogue                                                  | Elnyerte     |
| Australian Entertainment Mo Awards            | 2003 | Az Év Ausztrál Előadója                                                                              | Kylie Minogue                                                  | Elnyerte     |
| Bambi-díj                                     | 2001 | Legjobb Teljesítményű                                                                                | Kylie Minogue                                                  | Elnyerte     |
| Billboard Music Awards                        | 2021 | Legjobb Dance/Elektronikus Album                                                                     | Disco                                                          | Jelölve      |
| Billboard Women in Music                      | 2024 | Icon Award                                                                                           | Kylie Minogue                                                  | Elnyerte     |
| Bravo Otto                                    | 1988 | Női Énekesnő                                                                                         | Kylie Minogue                                                  | 3. hely      |
| Bravo Otto                                    | 1989 | Női Énekesnő                                                                                         | Kylie Minogue                                                  | 3. hely      |
| Bravo Otto                                    | 2001 | Női Énekesnő                                                                                         | Kylie Minogue                                                  | 1. hely      |
| Bravo Otto                                    | 2003 | Honorary Otto                                                                                        | Kylie Minogue                                                  | Elnyerte     |
| Brit Awards                                   | 1989 | Nemzetközi Női Szóló Előadó                                                                          | Kylie Minogue                                                  | Jelölve      |
| Brit Awards                                   | 1995 | Nemzetközi Női Szóló Előadó                                                                          | Kylie Minogue                                                  | Jelölve      |
| Brit Awards                                   | 2001 | Nemzetközi Női Szóló Előadó                                                                          | Kylie Minogue                                                  | Jelölve      |
| Brit Awards                                   | 2002 | Legjobb Brit Videó                                                                                   | „Kids”                                                         | Jelölve      |
| Brit Awards                                   | 2002 | Legjobb Nemzetközi Album                                                                             | Fever                                                          | Elnyerte     |
| Brit Awards                                   | 2002 | Nemzetközi Női Szóló Előadó                                                                          | Kylie Minogue                                                  | Elnyerte     |
| Brit Awards                                   | 2002 | Legjobb Pop Előadó                                                                                   | Kylie Minogue                                                  | Jelölve      |
| Brit Awards                                   | 2004 | Nemzetközi Női Szóló Előadó                                                                          | Kylie Minogue                                                  | Jelölve      |
| Brit Awards                                   | 2005 | Nemzetközi Női Szóló Előadó                                                                          | Kylie Minogue                                                  | Jelölve      |
| Brit Awards                                   | 2008 | Legjobb Nemzetközi Album                                                                             | X                                                              | Jelölve      |
| Brit Awards                                   | 2008 | Nemzetközi Női Szóló Előadó                                                                          | Kylie Minogue                                                  | Elnyerte     |
| Brit Awards                                   | 2010 | Brit Awards 30 Éves Előadása                                                                         | „Can’t Get You Out of My Head”                                 | Jelölve      |
| Brit Awards                                   | 2011 | Nemzetközi Női Szóló Előadó                                                                          | Kylie Minogue                                                  | Jelölve      |
| Brit Awards                                   | 2024 | Kiemelkedő Hozzájárulás a Zenéhez                                                                    | Kylie Minogue                                                  | Elnyerte     |
| Brit Awards                                   | 2024 | Nemzetközi Előadó                                                                                    | Kylie Minogue                                                  | Jelölve      |
| British LGBT Awards                           | 2015 | Global Icon                                                                                          | Kylie Minogue                                                  | Elnyerte     |
| The Brit Trust                                | 2007 | Music Industry Trusts-díj                                                                            | Kylie Minogue                                                  | Elnyerte     |
| BT Digital Music Awards                       | 2008 | Az Év Előadója                                                                                       | Kylie Minogue                                                  | Jelölve      |
| BT Digital Music Awards                       | 2008 | Legjobb Pop Előadó                                                                                   | Kylie Minogue                                                  | Elnyerte     |
| BT Digital Music Awards                       | 2008 | Legjobb Innováció vagy Kütyü                                                                         | Kyliekonnect.com                                               | Elnyerte     |
| BT Digital Music Awards                       | 2010 | Legjobb Hivatalos Weboldal                                                                           | Kylie.com                                                      | 13. hely     |
| Capital FM Awards                             | 2002 | Legjobb Nemzetközi Női Szóló Előadó                                                                  | Kylie Minogue                                                  | Elnyerte     |
| Capital FM Awards                             | 2002 | Legjobb Nemzetközi Kislemez                                                                          | „Can’t Get You Out of My Head”                                 | Elnyerte     |
| Capital Gold Legends Awards                   | 2003 | Új Legenda                                                                                           | Kylie Minogue                                                  | Jelölve      |
| Classic Pop Reader Awards                     | 2019 | Az Év Szóló Előadója                                                                                 | Kylie Minogue                                                  | 2. hely      |
| Classic Pop Reader Awards                     | 2019 | Az Év Élő Előadása                                                                                   | Kylie Minogue                                                  | Jelölve      |
| Classic Pop Reader Awards                     | 2019 | Az Év Albuma                                                                                         | Golden                                                         | Jelölve      |
| Classic Pop Reader Awards                     | 2019 | Az Év Kislemeze                                                                                      | „Dancing”                                                      | 9. hely      |
| Classic Pop Reader Awards                     | 2019 | Az Év Videója                                                                                        | „Dancing”                                                      | 2. hely      |
| Clive James on the 80s                        | 1989 | Az Évtized Nője                                                                                      | Kylie Minogue                                                  | Elnyerte     |
| DanceStar Awards                              | 2002 | Legjobb Slágerlistás Előadó (Egyesült Királyság)                                                     | „Can’t Get You Out of My Head”                                 | Elnyerte     |
| DanceStar Awards                              | 2002 | MTV Legjobb Dance Videó (Egyesült Királyság)                                                         | „Can’t Get You Out of My Head”                                 | Elnyerte     |
| DanceStar Awards                              | 2003 | Az Év Lemeze (Egyesült Államok)                                                                      | „Can’t Get You Out of My Head”                                 | Jelölve      |
| DanceStar Awards                              | 2003 | Legjobb Nemzetközi Előadó (Egyesült Államok)                                                         | Kylie Minogue                                                  | Jelölve      |
| DanceStar Awards                              | 2003 | Party 93.1 FM Legjobb Remix-díj (Egyesült Államok)                                                   | „Come into My World” (Fischerspooner Remix)                    | Elnyerte     |
| DanceStar Awards                              | 2003 | Legjobb Videó (Egyesült Államok)                                                                     | "Love at First Sight"                                          | Jelölve      |
| DanceStar Awards                              | 2004 | Legjobb Videó (Egyesült Államok)                                                                     | „Slow”                                                         | Jelölve      |
| Digital Cinema Media                          | 2009 | Minden Idők Legjobb Mozireklámja                                                                     | Agent Provocateur                                              | Elnyerte     |
| Echo Arena Liverpool                          | 2014 | Icon Award                                                                                           | Kylie Minogue                                                  | Elnyerte     |
| Echo Music Prize                              | 2002 | Legjobb Nemzetközi Rock/Pop Női Előadó                                                               | Fever                                                          | Jelölve      |
| Echo Music Prize                              | 2002 | Az Év Nemzetközi Kislemeze                                                                           | „Can’t Get You Out of My Head”                                 | Jelölve      |
| Edison Award                                  | 2002 | Az Év Kislemeze                                                                                      | „Can’t Get You Out of My Head”                                 | Elnyerte     |
| Electronic Dance Music Awards                 | 2024 | Az Év Zenei Videója                                                                                  | „Padam Padam”                                                  | Jelölve      |
| Electronic Dance Music Awards                 | 2024 | Az Év Dance Rádiós Dala                                                                              | „Padam Padam”                                                  | Jelölve      |
| Elle Style Awards                             | 1997 | Legstílusosabb Női Popsztár                                                                          | Kylie Minogue                                                  | Elnyerte     |
| Elle Style Awards                             | 2002 | Az Év Nője                                                                                           | Kylie Minogue                                                  | Elnyerte     |
| Elle Style Awards                             | 2005 | Életműdíj                                                                                            | Kylie Minogue                                                  | Elnyerte     |
| Elle Style Awards                             | 2008 | Az Év Nője                                                                                           | Kylie Minogue                                                  | Elnyerte     |
| Entertainment Industry Foundation             | 2013 | Bátorságdíj                                                                                          | Kylie Minogue                                                  | Elnyerte     |
| GAFFA Awards                                  | 2021 | Legjobb Nemzetközi Szóló Előadó                                                                      | Kylie Minogue                                                  | Rövidlistára |
| GAFFA Awards                                  | 2021 | Legjobb Nemzetközi Album                                                                             | Disco                                                          | Rövidlistára |
| Gaygalan Awards                               | 2002 | Az Év Nemzetközi Dala                                                                                | „Can’t Get You Out of My Head”                                 | Elnyerte     |
| Gay Times Readers' Awards                     | 2008 | Kylie Minogue                                                                                        | Minden Idők Női Ikonja                                         | 1. hely      |
| Glamour Awards                                | 2007 | Az Év Legjobban Öltözött Nője                                                                        | Kylie Minogue                                                  | Elnyerte     |
| Glamour Awards                                | 2009 | Az Év Vállalkozója                                                                                   | Kylie Minogue                                                  | Elnyerte     |
| Glamour Awards                                | 2009 | Az Év Nője                                                                                           | Kylie Minogue                                                  | Elnyerte     |
| Glamour Awards                                | 2012 | Kiemelkedő Hozzájárulás                                                                              | Kylie Minogue                                                  | Elnyerte     |
| Glamour Awards                                | 2021 | Játékváltoztató Ikon                                                                                 | Kylie Minogue                                                  | Elnyerte     |
| Global Awards                                 | 2024 | Legjobb Dal                                                                                          | „Padam Padam”                                                  | Jelölve      |
| Grammy-díjak                                  | 2003 | Legjobb Dance/Elektronikus Felvétel                                                                  | „Love at First Sight”                                          | Jelölve      |
| Grammy-díjak                                  | 2004 | Legjobb Dance/Elektronikus Felvétel                                                                  | „Come into My World”                                           | Elnyerte     |
| Grammy-díjak                                  | 2005 | Legjobb Dance/Elektronikus Felvétel                                                                  | „Slow”                                                         | Jelölve      |
| Grammy-díjak                                  | 2006 | Legjobb Dance/Elektronikus Felvétel                                                                  | „I Believe in You”                                             | Jelölve      |
| Grammy-díjak                                  | 2009 | Legjobb Dance/Elektronikus Album                                                                     | X                                                              | Jelölve      |
| Grammy-díjak                                  | 2024 | Legjobb Pop Dance Felvétel                                                                           | „Padam Padam”                                                  | Elnyerte     |
| Goldene Kamera                                | 2008 | Legjobb Nemzetközi Zenei Előadó                                                                      | Kylie Minogue                                                  | Elnyerte     |
| GQ Men of the Year Awards                     | 2001 | Szolgálatok az Emberiségnek                                                                          | Kylie Minogue                                                  | Elnyerte     |
| GQ Men of the Year Awards                     | 2013 | Az Év Úriasszonya                                                                                    | Kylie Minogue                                                  | Elnyerte     |
| GQ Men of the Year Awards                     | 2019 | Icon Award                                                                                           | Kylie Minogue                                                  | Elnyerte     |
| Guinness világrekordok                        | 2010 | Legtöbb Egymást Követő Évtized a Top 5-albummal az Egyesült Királyságban (női előadó)                | Kylie Minogue                                                  | Elnyerte     |
| Guinness világrekordok                        | 2020 | A Legtöbb Egymást Követő Évtizedben első helyen az albumlistán az Egyesült Királyságban (női előadó) | Kylie Minogue                                                  | Elnyerte     |
| Harper's Bazaar Awards                        | 2018 | Music Icon Award                                                                                     | Kylie Minogue                                                  | Elnyerte     |
| Helpmann Awards                               | 2009 | Legjobb Ausztrál Kortárs Koncert                                                                     | KylieX2008                                                     | Jelölve      |
| Helpmann Awards                               | 2012 | Legjobb Ausztrál Kortárs Koncert                                                                     | Anti Tour                                                      | Jelölve      |
| Helpmann Awards                               | 2012 | Legjobb Ausztrál Kortárs Koncert                                                                     | Aphrodite: Les Folies Tour                                     | Elnyerte     |
| Helpmann Awards                               | 2013 | JC Williamson-díj                                                                                    | Kylie Minogue                                                  | Elnyerte     |
| Helpmann Awards                               | 2019 | Legjobb Ausztrál Kortárs Koncert                                                                     | Golden Tour                                                    | Jelölve      |
| Hit FM Music Awards (Kína)                    | 2009 | Legjobb Kínai Élő Előadó                                                                             | Kylie Minogue                                                  | Jelölve      |
| Hong Kong Top Sales Music Award               | 2002 | Tíz Legkelendőbb Külföldi Album                                                                      | Fever                                                          | Elnyerte     |
| iHeartRadio Music Awards                      | 2024 | Az Év Dance Dala                                                                                     | „Padam Padam”                                                  | Jelölve      |
| iHeartRadio Music Awards                      | 2024 | Az Év Dance Előadója                                                                                 | Kylie Minogue                                                  | Jelölve      |
| iHeartRadio Music Awards                      | 2025 | Az Év Dance Előadója                                                                                 | Kylie Minogue                                                  | Jelölve      |
| International Dance Music Award               | 2003 | Legjobb Pop Dance Dal                                                                                | „Can’t Get You Out of My Head”                                 | Elnyerte     |
| International Dance Music Award               | 2003 | Legjobb Dance Videó                                                                                  | „Love at First Sight”                                          | Jelölve      |
| International Dance Music Award               | 2003 | Legjobb Dance Szóló Előadó                                                                           | Kylie Minogue                                                  | Elnyerte     |
| International Dance Music Award               | 2011 | Legjobb Pop Dance Dal                                                                                | „All the Lovers”                                               | Jelölve      |
| International Dance Music Award               | 2011 | Legjobb Szóló Előadó                                                                                 | Kylie Minogue                                                  | Jelölve      |
| International Dance Music Award               | 2013 | Legjobb Kereskedelmi/Pop Dance Dal                                                                   | „Timebomb”                                                     | Jelölve      |
| International Laser Display Association       | 2015 | Legjobb Élő Színpadi Műsor                                                                           | Kiss Me Once Tour                                              | Elnyerte     |
| Italian Dance Awards                          | 2001 | Az Év Dala                                                                                           | „Can’t Get You Out of My Head”                                 | Elnyerte     |
| Italian Dance Awards                          | 2001 | Legjobb Videó                                                                                        | „Can’t Get You Out of My Head”                                 | Elnyerte     |
| Italian Dance Awards                          | 2001 | Legjobb Külföldi Dance Előadó                                                                        | Kylie Minogue                                                  | Elnyerte     |
| Italian Dance Awards                          | 2002 | Legjobb Nemzetközi Dance Előadás                                                                     | Kylie Minogue                                                  | Elnyerte     |
| Ivor Novello-díj                              | 2003 | Legtöbbet Előadott Munka                                                                             | „Love at First Sight”                                          | Jelölve      |
| Ivor Novello-díj                              | 2003 | Legtöbbet Előadott Munka                                                                             | „In Your Eyes”                                                 | Jelölve      |
| Ivor Novello-díj                              | 2004 | Legjobb Kortárs Dal                                                                                  | „Slow”                                                         | Jelölve      |
| Ivor Novello-díj                              | 2004 | Az Év Nemzetközi Slágere                                                                             | „Slow”                                                         | Jelölve      |
| J Awards                                      | 2023 | Az Év Előadója                                                                                       | Kylie Minogue                                                  | Jelölve      |
| Japan Gold Disc Award                         | 1989 | Az Év Új Előadója                                                                                    | Kylie Minogue                                                  | Elnyerte     |
| Japan Gold Disc Award                         | 1989 | Az Év Kislemeze                                                                                      | „I Should Be So Lucky”                                         | Elnyerte     |
| Las Culturistas Culture Awards                | 2023 | Az Év Lemeze                                                                                         | „Padam Padam”                                                  | Elnyerte     |
| Logie Awards                                  | 1987 | Legnépszerűbb Színésznő Ausztráliában                                                                | Neighbours                                                     | Elnyerte     |
| Logie Awards                                  | 1988 | Legnépszerűbb Színésznő Ausztráliában                                                                | Neighbours                                                     | Elnyerte     |
| Logie Awards                                  | 1988 | Legnépszerűbb Személyiség az Ausztrál Televízióban                                                   | Neighbours                                                     | Elnyerte     |
| Logie Awards                                  | 1988 | Legnépszerűbb Személyiség a Viktória Televízióban                                                    | Neighbours                                                     | Elnyerte     |
| Logie Awards                                  | 1988 | Legnépszerűbb Zenei Videó                                                                            | „The Loco-Motion”                                              | Elnyerte     |
| Logie Awards                                  | 1989 | Legnépszerűbb Személyiség az Ausztrál Televízióban                                                   | Neighbours                                                     | Jelölve      |
| Logie Awards                                  | 1989 | Legnépszerűbb Színésznő Ausztráliában                                                                | Neighbours                                                     | Jelölve      |
| Logie Awards                                  | 1990 | Legnépszerűbb Zenei Videó                                                                            | „Never Too Late”                                               | Elnyerte     |
| Magyar Zenei Díj                              | 2002 | Legjobb Külföldi Popalbum                                                                            | Fever                                                          | Elnyerte     |
| Millward Brown                                | 2010 | Legerősebb Híresség Britanniában                                                                     | Kylie Minogue                                                  | Elnyerte     |
| MTV Asia Awards                               | 2003 | Kedvenc Női Előadó                                                                                   | Kylie Minogue                                                  | Jelölve      |
| MTV Asia Awards                               | 2003 | Kedvenc Videó                                                                                        | „Can’t Get You Out of My Head”                                 | Jelölve      |
| MTV Asia Awards                               | 2005 | Kedvenc Női Előadó                                                                                   | Kylie Minogue                                                  | Jelölve      |
| MTV Asia Awards                               | 2005 | Kedvenc Videó                                                                                        | „Red Blooded Woman”                                            | Jelölve      |
| MTV Australia Awards                          | 2005 | Legjobban Öltözött Videó                                                                             | „Chocolate”                                                    | Jelölve      |
| MTV Europe Music Awards                       | 2002 | Legjobb Album                                                                                        | Fever                                                          | Jelölve      |
| MTV Europe Music Awards                       | 2002 | Legjobb Női Előadó                                                                                   | Kylie Minogue                                                  | Jelölve      |
| MTV Europe Music Awards                       | 2002 | Legjobb Pop Előadás                                                                                  | Kylie Minogue                                                  | Elnyerte     |
| MTV Europe Music Awards                       | 2002 | Legjobb Dance Előadás                                                                                | Kylie Minogue                                                  | Elnyerte     |
| MTV Europe Music Awards                       | 2003 | Legjobb Női Előadó                                                                                   | Kylie Minogue                                                  | Jelölve      |
| MTV Europe Music Awards                       | 2003 | Legjobb Pop Előadó                                                                                   | Kylie Minogue                                                  | Jelölve      |
| MTV Europe Music Awards                       | 2023 | Legjobb Ausztrál Előadás                                                                             | Kylie Minogue                                                  | Elnyerte     |
| MTV Europe Music Awards                       | 2024 | Legjobb Ausztrál Előadás                                                                             | Kylie Minogue                                                  | Jelölve      |
| MTV Movie & TV Awards                         | 2002 | Legjobb Cameo                                                                                        | Moulin Rouge!                                                  | Jelölve      |
| MTV Video Music Awards                        | 1990 | Nemzetközi Nézői Választás-díj – MTV Ausztrália                                                      | „Better the Devil You Know”                                    | Jelölve      |
| MTV Video Music Awards                        | 1998 | Nemzetközi Nézői Választás-díj – MTV Ausztrália                                                      | „Did It Again”                                                 | Elnyerte     |
| MTV Video Music Awards                        | 2002 | Nemzetközi Nézői Választás-díj – MTV Ausztrália                                                      | „Can’t Get You Out of My Head”                                 | Jelölve      |
| MTV Video Music Awards                        | 2002 | Legjobb Koreográfia Videóban                                                                         | „Can’t Get You Out of My Head”                                 | Elnyerte     |
| MTV Video Music Awards                        | 2002 | Legjobb Dance Videó                                                                                  | „Can’t Get You Out of My Head”                                 | Jelölve      |
| MTV Video Music Awards Japan                  | 2003 | Legjobb Dance Videó                                                                                  | „Come into My World”                                           | Jelölve      |
| MTV Video Music Awards Japan                  | 2004 | Legjobb Dance Videó                                                                                  | „Slow”                                                         | Jelölve      |
| MTV Video Music Awards Japan                  | 2006 | Legjobb Dance Videó                                                                                  | „Sometime Samurai” (Tóva Tei-vel)                              | Jelölve      |
| Music Week Awards                             | 2004 | Legjobb Pop Videó                                                                                    | „Slow”                                                         | Elnyerte     |
| Music Week Awards                             | 2019 | PR-kampány                                                                                           | Kylie Minogue és Murray Chalmers PR                            | Jelölve      |
| Music Week Awards                             | 2019 | Művész Marketing Kampány                                                                             | Kylie Minogue és BMG                                           | Jelölve      |
| Music Week Awards                             | 2020 | Katalógus Marketing Kampány                                                                          | Kylie Minogue és BMG                                           | Elnyerte     |
| Music Week Awards                             | 2021 | Digitális Marketing Mesterképzés                                                                     | Disco                                                          | Elnyerte     |
| Music Week Awards                             | 2021 | Művész Marketing Kampány                                                                             | Kylie Minogue és BMG                                           | Jelölve      |
| Music Week Awards                             | 2021 | PR-kampány                                                                                           | Kylie Minogue és Murray Chalmers PR                            | Jelölve      |
| Music Victoria Awards                         | 2021 | Music Victoria Hall of Fame                                                                          | Kylie Minogue                                                  | Beiktatták   |
| National Film and Sound Archive               | 2011 | Sounds of Australia                                                                                  | „I Should Be So Lucky”                                         | Elnyerte     |
| NewNowNext Awards                             | 2013 | Táncparkett Hős-díj                                                                                  | Kylie Minogue                                                  | Elnyerte     |
| NME Awards                                    | 1995 | Legkívánatosabb Emberi Lény                                                                          | Kylie Minogue                                                  | Elnyerte     |
| NME Awards                                    | 2002 | Legjobb Kislemez                                                                                     | „Can’t Get You Out of My Head”                                 | Jelölve      |
| NME Awards                                    | 2002 | Legjobb Pop Előadás                                                                                  | Kylie Minogue                                                  | Elnyerte     |
| NME Awards                                    | 2002 | Legjobb Szóló Előadó                                                                                 | Kylie Minogue                                                  | Jelölve      |
| NME Awards                                    | 2008 | Legszexisebb Nő                                                                                      | Kylie Minogue                                                  | Elnyerte     |
| Now Awards                                    | 2018 | Legjobb Now Női Előadó                                                                               | Kylie Minogue                                                  | Jelölve      |
| Now Awards                                    | 2018 | A 2000-es Évek Dala                                                                                  | „Can’t Get You Out Of My Head”                                 | Jelölve      |
| NRJ Music Awards                              | 2002 | Kylie Minogue                                                                                        | Az Év Nemzetközi Női Előadó                                    | Jelölve      |
| NRJ Music Awards                              | 2003 | Kylie Minogue                                                                                        | Legjobb Nemzetközi Női Előadó                                  | Jelölve      |
| NRJ Music Awards                              | 2003 | Legjobb Zenei Weboldal                                                                               | Kylie.com                                                      | Jelölve      |
| NRJ Music Awards                              | 2008 | NRJ Award of Honor                                                                                   | Kylie Minogue                                                  | Elnyerte     |
| NRJ Radio Awards                              | 2002 | Legjobb Nemzetközi Dal                                                                               | „Can’t Get You Out of My Head”                                 | Elnyerte     |
| Óčko Music Awards                             | 2008 | Az Év Külföldi Videója                                                                               | „In My Arms”                                                   | Elnyerte     |
| Phonographic Performance Company of Australia | 2001 | 50 Legtöbbet Sugárzott Előadó 2001-ből                                                               | Kylie Minogue                                                  | 7. hely      |
| Phonographic Performance Company of Australia | 2001 | 100 Legtöbbet Sugárzott Felvétel 2001-ből                                                            | „Spinning Around”                                              | 12. hely     |
| Phonographic Performance Company of Australia | 2001 | 100 Legtöbbet Sugárzott Felvétel 2001-ből                                                            | „On a Night Like This”                                         | 15. hely     |
| Phonographic Performance Company of Australia | 2001 | 100 Legtöbbet Sugárzott Felvétel 2001-ből                                                            | „Kids”                                                         | 63. hely     |
| Phonographic Performance Company of Australia | 2002 | 50 Legtöbbet Sugárzott Előadó 2002-ből                                                               | Kylie Minogue                                                  | Elnyerte     |
| Phonographic Performance Company of Australia | 2002 | 100 Legtöbbet Sugárzott Felvétel 2002-ből                                                            | „Can’t Get You Out of My Head”                                 | 7. hely      |
| Phonographic Performance Company of Australia | 2002 | 100 Legtöbbet Sugárzott Felvétel 2002-ből                                                            | „In Your Eyes”                                                 | 12. hely     |
| Phonographic Performance Company of Australia | 2002 | 100 Legtöbbet Sugárzott Felvétel 2002-ből                                                            | „Love at First Sight”                                          | 48. hely     |
| Phonographic Performance Company of Australia | 2002 | 100 Legtöbbet Sugárzott Felvétel 2002-ből                                                            | „On a Night Like This”                                         | 98. hely     |
| Phonographic Performance Company of Australia | 2003 | 50 Legtöbbet Sugárzott Előadó 2003-ból                                                               | Kylie Minogue                                                  | Elnyerte     |
| Phonographic Performance Company of Australia | 2003 | 100 Legtöbbet Sugárzott Felvétel 2003-ból                                                            | „Fever”                                                        | 16. hely     |
| Phonographic Performance Company of Australia | 2003 | 100 Legtöbbet Sugárzott Felvétel 2003-ból                                                            | „Come into My World”                                           | 20. hely     |
| Phonographic Performance Company of Australia | 2003 | 100 Legtöbbet Sugárzott Felvétel 2003-ból                                                            | „Love at First Sight”                                          | 35. hely     |
| Phonographic Performance Company of Australia | 2004 | 50 Legtöbbet Sugárzott Előadó 2004-ből                                                               | Kylie Minogue                                                  | 2. hely      |
| Phonographic Performance Company of Australia | 2004 | 100 Legtöbbet Sugárzott Felvétel 2004-ből                                                            | „Red Blooded Woman”                                            | 55. hely     |
| Phonographic Performance Company of Australia | 2004 | 100 Legtöbbet Sugárzott Felvétel 2004-ből                                                            | „Slow”                                                         | 64. hely     |
| Phonographic Performance Company of Australia | 2005 | 50 Legtöbbet Sugárzott Előadó 2005-ből                                                               | Kylie Minogue                                                  | Elnyerte     |
| Phonographic Performance Company of Australia | 2005 | 100 Legtöbbet Sugárzott Felvétel 2005-ből                                                            | „I Believe in You”                                             | 19. hely     |
| Phonographic Performance Company of Australia | 2005 | 100 Legtöbbet Sugárzott Felvétel 2005-ből                                                            | „Giving You Up”                                                | 79. hely     |
| Phonographic Performance Company of Australia | 2006 | 50 Legtöbbet Sugárzott Előadó 2006-ból                                                               | Kylie Minogue                                                  | 18. hely     |
| Phonographic Performance Company of Australia | 2007 | 50 Legtöbbet Sugárzott Előadó 2007-ből                                                               | Kylie Minogue                                                  | 35. hely     |
| Phonographic Performance Company of Australia | 2008 | 50 Legtöbbet Sugárzott Előadó 2008-ból                                                               | Kylie Minogue                                                  | 22. hely     |
| Premios 40 Principales                        | 2010 | Legjobb Nemzetközi Előadó                                                                            | Kylie Minogue                                                  | Jelölve      |
| Premios Ondas                                 | 2004 | Special Jury Award                                                                                   | Kylie Minogue                                                  | Elnyerte     |
| Porin                                         | 1996 | Legjobb Nemzetközi Videó                                                                             | „Where the Wild Roses Grow” (Nick Cave and the Bad Seeds-szel) | Elnyerte     |
| Premios Oye!                                  | 2002 | Az Év Dala                                                                                           | „Can’t Get You Out of My Head”                                 | Jelölve      |
| Q Awards                                      | 2002 | Legjobb Videó                                                                                        | „Can’t Get You Out of My Head”                                 | Jelölve      |
| Q Awards                                      | 2007 | Q Idol                                                                                               | Kylie Minogue                                                  | Elnyerte     |
| Rolling Stone Australia Awards                | 2022 | Rolling Stone Global Award                                                                           | Kylie Minogue                                                  | Jelölve      |
| Rolling Stone Australia Awards                | 2023 | Rolling Stone Global Award                                                                           | Kylie Minogue                                                  | Jelölve      |
| Rolling Stone Australia Awards                | 2024 | Rolling Stone Global Award                                                                           | Kylie Minogue                                                  | Jelölve      |
| Rolling Stone Australia Awards                | 2025 | Rolling Stone Global Award                                                                           | Kylie Minogue                                                  | Jelölve      |
| Rose d'Or                                     | 2004 | Legjobb Zene                                                                                         | Granada Television Kylie-nak                                   | Jelölve      |
| Silver Clef Award                             | 2001 | Legjobb Nemzetközi Előadó                                                                            | Kylie Minogue                                                  | Elnyerte     |
| Silver Clef Award                             | 2012 | 25. Évfordulós O2 Silver Clef Award                                                                  | Kylie Minogue                                                  | Elnyerte     |
| TMF Awards                                    | 2004 | Legjobb Nemzetközi Videó                                                                             | „Slow”                                                         | Elnyerte     |
| Top of the Pops Awards                        | 2001 | Legjobb Pop Előadó                                                                                   | Kylie Minogue                                                  | Jelölve      |
| Top of the Pops Awards                        | 2001 | Legjobb Turné                                                                                        | On a Night Like This Tour                                      | Elnyerte     |
| Top of the Pops Awards                        | 2001 | Legjobb Kislemez                                                                                     | „Can’t Get You Out of My Head”                                 | Elnyerte     |
| Top of the Pops Awards                        | 2002 | Legjobb Turné                                                                                        | KylieFever2002                                                 | Elnyerte     |
| UK Music Video Awards                         | 2011 | Legjobb Élő Zenei Közvetítés                                                                         | Aphrodite: Les Folies Tour                                     | Jelölve      |
| UK Music Video Awards                         | 2011 | Legjobb Pop Videó                                                                                    | „Get Outta My Way”                                             | Jelölve      |
| UK Music Video Awards                         | 2011 | Legjobb Stílus                                                                                       | „Get Outta My Way”                                             | Jelölve      |
| UK Music Video Awards                         | 2019 | Legjobb Élő Koncert                                                                                  | Golden Tour                                                    | Elnyerte     |
| Variety Club Showbusiness Awards              | 2002 | Showbusiness Személyiség                                                                             | Kylie Minogue                                                  | Elnyerte     |
| Virgin Holidays Attitude Awards               | 2017 | Legend Award                                                                                         | Kylie Minogue                                                  | Elnyerte     |
| Virgin Media Music Awards                     | 2008 | Az Év Legendája                                                                                      | Kylie Minogue                                                  | Elnyerte     |
| Virgin Media Music Awards                     | 2011 | Legjobb Album                                                                                        | Aphrodite                                                      | Elnyerte     |
| Virgin Media Music Awards                     | 2011 | Legjobb Dal                                                                                          | „All the Lovers”                                               | Elnyerte     |
| Vodafone Live Music Awards                    | 2007 | Legjobb Műsorprodukció                                                                               | Showgirl: The Homecoming Tour                                  | Elnyerte     |
| Wembley Arena                                 | 2007 | Special Award                                                                                        | Kylie Minogue                                                  | Elnyerte     |
| World Music Awards                            | 1991 | Az Év Legkelendőbb Ausztrál Előadója                                                                 | Kylie Minogue                                                  | Elnyerte     |
| World Music Awards                            | 2002 | Az Év Legkelendőbb Ausztrál Előadója                                                                 | Kylie Minogue                                                  | Elnyerte     |
| World Music Awards                            | 2014 | A Világ Legjobb Dala                                                                                 | „Limpido” (Laura Pausinivel)                                   | Jelölve      |
| World Popular Song Festival                   | 1989 | Nemzetközi Nagydíj                                                                                   | „Got to Be Certain”                                            | Törölve      |
| Žebřík Music Awards                           | 2002 | Legjobb Nemzetközi Női Előadó                                                                        | Kylie Minogue                                                  | Jelölve      |

## Fordítás
- Ez a szócikk részben vagy egészben  a   List of awards and nominations received by Kylie Minogue című angol Wikipédia-szócikk fordításán alapul.  Az eredeti cikk szerkesztőit annak laptörténete sorolja fel. Ez a jelzés csupán a megfogalmazás eredetét és a szerzői jogokat jelzi, nem szolgál a cikkben szereplő információk forrásmegjelöléseként.